# 区凤墀
区凤墀（1847年—1914年），本名逢时，字锡桐，号凤樨，又号穑叟，广东南海人。
1864年何福堂到佛山传道时与区凤墀相识，区凤墀受其影响后开始信仰基督教。翌年前往香港，在伦敦会参与翻译圣经等工作。1872年，出任伦敦会香港湾仔堂主任。1883年，孙中山为准备投考香港学校而补习中文，拜区凤墀为师。1884年孙中山受其鼓励受洗成为基督徒，教名「日新」，以其粵語諧音；区凤墀乃为孙改名「逸仙」（英譯為 Sun Yat Sen）。1889年，他赴德国出任柏林大学中国语文教授。回港后，曾任道济会堂长老、香港华民政务司团总书记。1899年时，协助陈少白创办《中国日报》。退休后，还担任基督教青年会干事、圣士提反书院汉文总教席、广华医院监理等。